# Oeneis sculda
Oeneis sculda is een vlinder uit de onderfamilie Satyrinae van de familie Nymphalidae. De wetenschappelijke naam van de soort is voor het eerst geldig gepubliceerd in 1851 door Eduard Friedrich Eversmann.